# 戶綿站

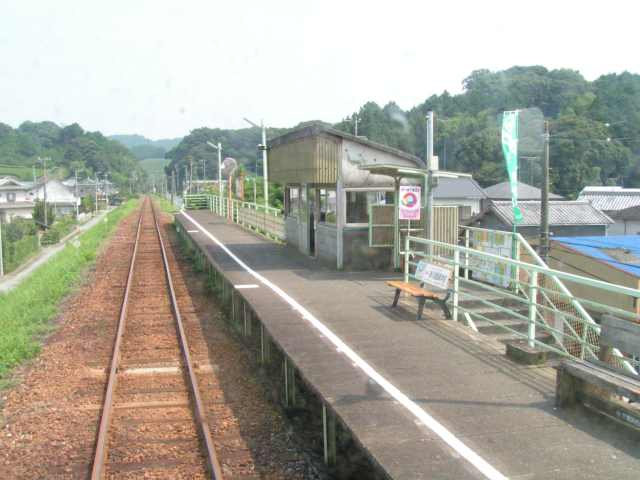
戶綿站月台（2006年8月11日）

戶綿站（日语：／ Towata eki */?）是位於靜岡縣周智郡森町睦實1579番3號，天龍濱名湖鐵道的天龍濱名湖線車站。

## 歷史
- 1960年（昭和35年）4月20日 - 國鐵二俁線車站啟用，為旅客車站。
- 1987年（昭和62年）3月15日 - 二俁線由天龍濱名湖鐵道接管，成為天龍濱名湖鐵道車站。
- 2009年（平成21年）11月1日 - 成為無人車站。

## 車站構造
車站是一座建設路堤上的高架車站，設有1面1線的單式月台。
此站是無人車站。在月台上設有候車室。車站曾經在一段時期設有飲品自動販賣機，現時已經撤走。廁所曾經位於車站候車室下方，現時遷移至遠州森一方的高架橋下。

## 使用狀況
以下為近年1日平均乘車人次
| 乘車人次變化 | 乘車人次變化      |
| 年度         | 一日平均 乘車人次 |
| ------------ | ----------------- |
| 2008         | 184               |
| 2009         | 164               |
| 2010         | 132               |
| 2011         | 105               |
| 2012         | 102               |
| 2013         | 101               |
| 2014         | 116               |
| 2015         | 129               |
| 2016         | 128               |
| 2017         | 130               |
| 2018         | 147               |

## 車站周邊
車站鄰近靜岡縣道58號袋井春野線，該處為戶綿村落中心。在縣道西邊設有太田川，在河川對面為森市區。車站附近設有中小型商店。此站附近設有3間茶葉販賣商店。
- 平和堂藥局
- 實屋
- 大石茶店
- 繪本cafe miron
- 森町町營Ground

## 巴士路線
在縣道58號上設有戶綿巴士站。
- 秋葉巴士服務（日语：秋葉バスサービス） 秋葉中遠線、秋葉線
  - 遠州森町 氣多方向 - 巴士站在車站北邊90米
  - 袋井站方向 - 巴士站在車站南邊180m米

在1962年9月20日前，此站曾經設有電車靜岡鐵道秋葉線路線，事實上述巴士路線是該鐵路線的替代交通。此外，距離此站最近的停留場是「戶綿口」（車站南邊）和「森川橋」（車站北邊），均與此車站有一段距離。

## 相鄰車站
天龍濱名湖鐵道
天龍濱名湖線
原田－戶綿－遠州森

## 注腳
1. ↑  掛川市統計書

## 外部連結
- 戶綿站 （页面存档备份，存于）（日語） - 天龍濱名湖鐵道株式會社